# Srpska Crnja
Srpska Crnja (cyr. Српска Црња) – wieś w Serbii, w Wojwodinie, w okręgu środkowobanackim, w gminie Nova Crnja. W 2011 roku liczyła 3685 mieszkańców.
W miejscowości urodził się w 1832 roku znany serbski poeta Đura Jakšić, a w 1854 roku pierwsza serbska pisarka Draga Gavrilović.